# Vilém August Hannoverský
Vilém August Hannoverský, vévoda z Cumberlandu (William Augustus Hannover, Duke of Cumberland, Marquess of Berkhampstead, Earl of Kennington, Viscount Trematon, Baron Alderney) (26. dubna 1721, Londýn, Anglie – 31. října 1765, Londýn, Anglie) byl britský královský princ z hannoverské dynastie, nejmladší syn Jiřího II. a bratr následníka trůnu prince waleského. Od dětství sloužil v armádě, zúčastnil se války o rakouské dědictví a sedmileté války, proslul především úspěšným potlačením posledního jakobitského povstání ve Skotsku (bitva u Cullodenu). V letech 1745–1757 byl vrchním velitelem britské armády (Commmander-in-Chief).

## Životopis

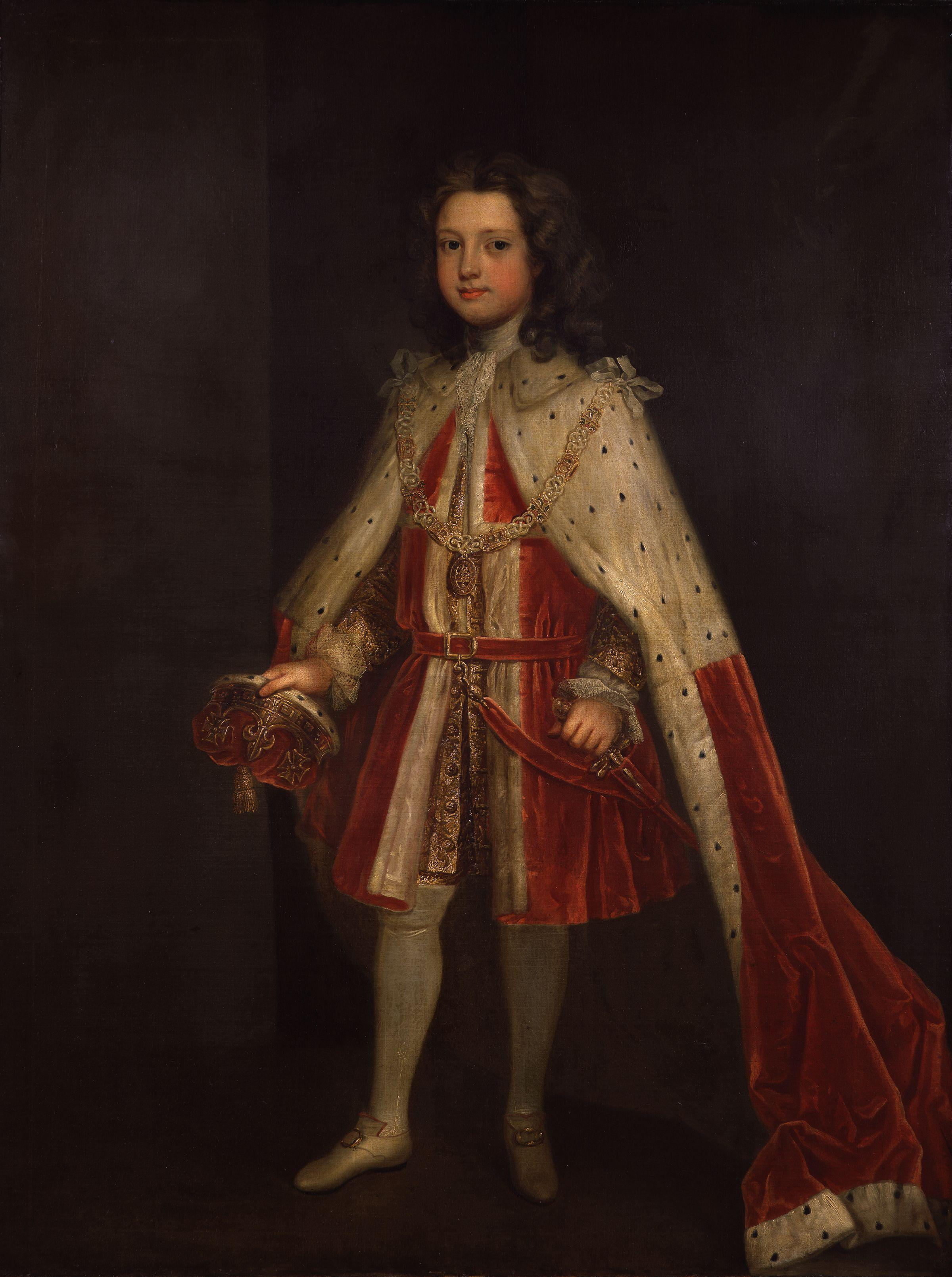
Vévoda z Cumberlandu v roce 1728 s Podvazkovým řádem

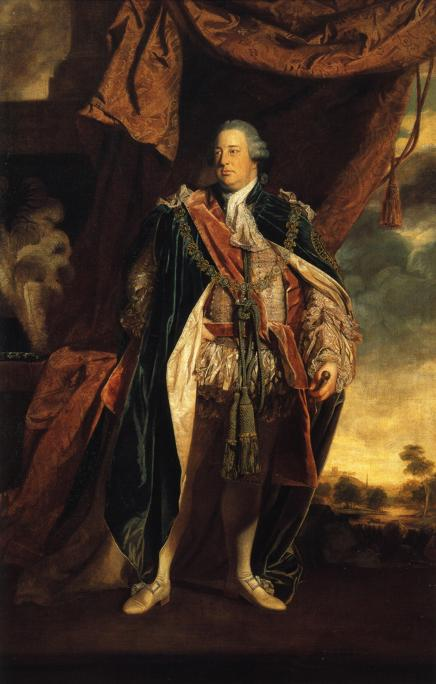
Vévoda z Cumberlandu (Joshua Reynolds), 1758

Narodil se v londýnském paláci Essex House jako třetí a nejmladší syn britského krále Jiřího II. a jeho manželky Karolíny. V pěti letech se stal rytířem Řádu lázně, zároveň v roce 1726 získal titul vévody z Cumberlandu, v roce 1730 obdržel Podvazkový řád. Vyrůstal v královském paláci Hampton Court a pod dohledem kvalitních pedagogů získal solidní vzdělání. Od dětství projevoval fyzické nadání a odvahu a rodiče jej měli v oblibě. Již jako dítě se stal důstojníkem v armádě (1733), poté byl ale předurčen ke službě v námořnictvu, v roce 1740 se jako dobrovolník dostal pod velení admirála Johna Norrise. Služba u Royal Navy jej ale neuspokojovala a již v roce 1741 byl jmenován plukovníkem u pěšího vojska.
Na počátku války o rakouské dědictví byl jmenován generálmajorem (1742), pod přímým velením svého otce Jiřího II. se zúčastnil bitvy u Dettingenu, kde byl zraněn, načež byl povýšen na generálporučíka (1743). Přes nedostatek zkušeností byl v roce 1745 jmenován vrchním velitelem britských, hannoverských a rakouských vojsk v Evropě, téhož roku byl poražen Mořicem Saským v bitvě u Fontenoy. Cumberland se stáhl do Bruselu, krátce poté byl ale převelen do Skotska, kde byl pověřen úkolem potřít poslední pokus Stuartovců o získání moci. Jakobitské povstání bylo krvavě potlačeno v bitvě u Cullodenu, díky níž Cumberland získal popularitu, ale také přezdívku řezník William (Billy the Butcher). Poté se vrátil do Evropy a znovu neúspěšně bojoval s Mořicem Saským v Nizozemí. V roce 1748 byl jmenován vrchním velitelem britské armády (Commander in Chief).
Po skončení války o rakouské dědictví zůstal ve funkci vrchního velitele britské armády a s podporou svého otce Jiřího II. se pokoušel o reformy, jejichž cílem byla profesionalizace armády a odbourání korupce, narážel ale na odpor parlamentu. Za sedmileté války byl znovu pověřen vrchním velením na evropském kontinentu. O aktivní účast ve válce ale nestál a své jmenování podmínil odvoláním Williama Pitta z vlády. Po neúspěchu vojenských operací v Evropě a porážce u Hastenbecku byl zbaven postu vrchního velitele britské armády (1757, funkci převzal maršál John Ligonier) a od té doby žil v soukromí. Po otcově smrti a nástupu synovce Jiřího III. se ještě krátce angažoval v politice jako člen Sněmovny lordů, i když v roce 1760 byl postižen mrtvicí. Zemřel svobodný v Londýně a je pohřben ve Westminsterském opatství. Titul vévody z Cumberlandu byl později znovu udělen v potomstvu Jiřího III.
Jako královský princ byl od dosažení plnoletosti členem Sněmovny lordů, zastával také řadu čestných funkcí. V letech 1746–1765 byl kancléřem univerzity v St Andrews a v letech 1751–1765 kancléřem univerzity v Dublinu. Od roku 1742 byl členem Tajné rady a v době nepřítomnosti krále v roce 1755 členem regentské rady.